# Zakaria Goneim
Muhammad Zakaria Goneim (arabisch زكريا غنيم, DMG Zakarīyā Ġunaim; * 1905; † 2. Januar 1959) war ein ägyptischer Ägyptologe.
Er entdeckte die unvollendete Stufenpyramide des Sechemchet (Djoser-Teti) aus der 3. Dynastie in Sakkara (Sechemchet-Pyramide). Infolge des zeitweiligen Verschwindens von Fundstücken und in Anbetracht des leeren Sarkophages wurde in den Medien der Verdacht geäußert, Goneim hätte Objekte unterschlagen bzw. aktiv mit Antiquitäten gehandelt. Er wurde durch die Ermittlungen des französischen Ägyptologen Jean-Philippe Lauer entlastet, der ein vermisstes Fundstück ordnungsgemäß im ägyptischen Museum in Kairo ausfindig machen konnte. Der Beweis von Goneims Unschuld kam jedoch zu spät — einen Tag zuvor hatte Goneim sich vermutlich selbst von einer Nilbrücke gestürzt.

## Schriften
- The Buried Pyramid, London 1955, deutsch: Die verschollene Pyramide. Brockhaus, Wiesbaden 1955/ Neuauflage: Books on Demand, Norderstedt 2006, ISBN 3-8334-6137-3.
- Horus Sekhem-Khet: The Unfinished Step Pyramid at Saqqara (= Excavations at Saqqara.). Imprimerie de l'Institut francais d'archeologie orientale, Cairo 1957.